# مضاد حيوي ببتيدي سكري
المضادات الحيويَّة الببتيديَّة السكريَّة (بالإنجليزية: Glycopeptide antibiotic)‏ هي فئةٌ من الأدوية ذات الأصل المِكروبي، تتكون من ببتيدات لاريبوسوميَّة حلقية أو متعددة الحلقات مرتبطةٌ بالغليكوزيل. تتضمن هذه الفئة مضاداتٍ حيويَّة مثل الفانكوميسين، التيكوبلانين، التيلافانسين، الراموبلانين والأفوبارسين [الإنجليزية] والديكابلانين، إضافةً إلى الكوربوميسين [الإنجليزية] والكومبلستاتين والمضاد الحيوي المضاد للورم بليومايسين. يُستخدم الفانكوميسين في حالة الاشتباه بالإصابة بالمكورات العنقودية الذهبية المقاومة للميثيسيلين (MRSA).